# Rutger Roelandts
Rutger Roelandts (Ternat, 29 december 1992) is een Belgisch wielrenner die in 2013 reed voor Ventilair-Steria.

## Carrière
In 2015 won Roelandts deel A van de tweede etappe van de Ronde van Guyana, die niet op de UCI-kalender staat. Eerder dat jaar werd hij al Vlaams-Brabants wegkampioen bij de eliterenners zonder contract.
In 2016 wist Roelandts de vijfde etappe van de Ronde van Senegal te winnen.

## Overwinningen
2016
5e etappe Ronde van Senegal

## Ploegen
- 2012 –  Bofrost-Steria (stagiair vanaf 1-8)
- 2013 –  Ventilair-Steria Cycling Team

Broeders · De Poortere · De Winter · Dupont · Durant · Lepla · Ruyters · Schets · Teuns · Van Coppernolle · Van den Abeele · Van Herck · Van Hoovels · Van Lerberghe · Vandenbogaerde · N.Vandyck · Verraes · Vervaeke · Verwaest · Wastyn · Roelandts (stagiair) 
Calleeuw · Cools · Dupont · Durant · Lepla · Luyten · Peeters · Pols · Roelandts · Ruyters · Teuns · Van Coppernolle · Van Hoovels · Van Lerberghe · Vandewiele · Vandromme · Vanspeybroeck · Wastyn